# Annunciazione della Beata Vergine Maria a Via Ardeatina
Annunciazione della Beata Maria Vergine in Via Ardeatina (in latino: Diaconia Annuntiationis Beatae Mariae Virginis in Via Ardeatina) è una diaconia istituita da papa Paolo VI il 5 febbraio 1965 con la costituzione apostolica Sanctissimis templis.
Il titolo cardinalizio insiste sull'omonima chiesa, sede parrocchiale dal 1935.

## Titolari
- Mario Francesco Pompedda (21 febbraio 2001 - 18 ottobre 2006 deceduto)
  - Vacante (2006-2012)
- Domenico Calcagno (18 febbraio 2012 - 4 marzo 2022); titolo pro hac vice dal 4 marzo 2022